# Constancio III
Flavio Constancio (en latín: Flavius Constantius; Naiso, c. 360-2 de septiembre de 421) fue un general, político y emperador romano de principios del siglo V. Llegó al trono después de mantener la unidad del Imperio durante la década de 410, y se convirtió brevemente en coemperador del Imperio romano de Occidente en el año 421 con Honorio.

## Biografía
Constancio nació en Naiso (Naissus, la actual Niš) y era probablemente un soldado de carrera. Sucedió a Estilicón como magister militum de Honorio en el año 410 o 411 y adquirió reconocimiento por sus victoriosas campañas en defensa del Imperio. Terminó primero con la revuelta de usurpadores como Constantino III y Jovino, para seguidamente recuperar un cierto control ante las invasiones bárbaras. Estos triunfos le valieron en 414 su primer nombramiento como cónsul y, al año siguiente, la concesión de la dignidad de patricio, a la vez que comenzó a ejercer más y más influencia sobre el débil Honorio. En 417 se casó con la hermana de este, Gala Placidia, y el 8 de febrero de 421 fue elevado a coemperador. En este punto, de hecho, era el dueño del Occidente. De forma notable, Constancio se quejó con denuedo de la pérdida de libertad personal y privacidad que conllevaba el cargo imperial.
El sobrino de Honorio, el emperador de Oriente, Teodosio II rechazó reconocer el estatus imperial de Constancio, quien, como respuesta, se proponía lanzar una campaña contra el Imperio de Oriente para forzar el reconocimiento de sus derechos, pero antes de poder llevar a cabo sus planes, murió de repente el 2 de septiembre tras solo siete meses como emperador.
Constancio y Gala tuvieron dos hijos, el futuro emperador Valentiniano III y Justa Grata Honoria.
El éxito de Constancio al alzarse desde la cima del mermado ejército romano hasta el rango imperial influenció las acciones de posteriores poseedores del patriciado, una lista que incluye a Aecio y Ricimero; de cualquier modo, solamente Petronio Máximo pudo al final dar el mismo salto, y su reinado resultó ser más corto que el de Constancio.